# Brännmyrtjärnen, Lappland
Brännmyrtjärnen är en sjö i Arvidsjaurs kommun i Lappland och ingår i Piteälvens huvudavrinningsområde. Sjön har en area på 0,0856 kvadratkilometer och ligger 332,2 meter över havet. Brännmyrtjärnen ligger i Piteälven Natura 2000-område.

## Delavrinningsområde
Brännmyrtjärnen ingår i det delavrinningsområde (730411-169063) som SMHI kallar för Utloppet av Ljusträsket. Medelhöjden är 343 meter över havet och ytan är 49,32 kvadratkilometer. Det finns inga avrinningsområden uppströms utan avrinningsområdet är högsta punkten. Ljusträskbäcken (Pilträskbäcken) som avvattnar avrinningsområdet har biflödesordning 2, vilket innebär att vattnet flödar genom totalt 2 vattendrag innan det når havet efter 129 kilometer. Avrinningsområdet består mestadels av skog (66 procent) och sankmarker (25 procent). Avrinningsområdet har 2,48 kvadratkilometer vattenytor vilket ger det en sjöprocent på 5 procent.